# Дешан, Эсташ

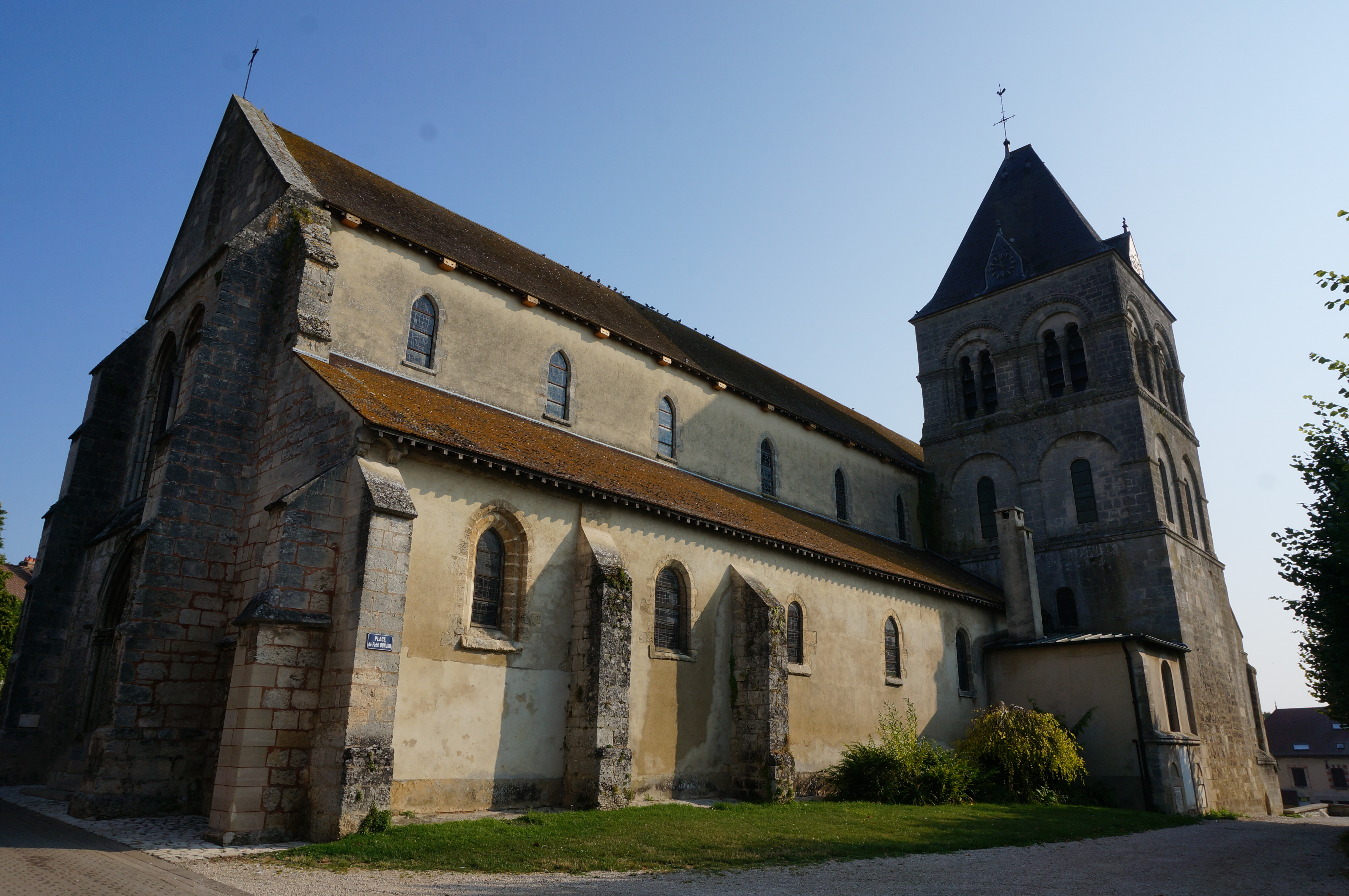
Церковь Сен-Мартен в Вертю, XI в.

Эста́ш Деша́н (фр. Eustache Deschamps; 1346, Вертю, Шампань — 1406 или 1407) — французский поэт и стиховед XIV века. Носил прозвище Мореля (фр. Morel), или «Мавра», предположительно из-за тёмного цвета лица и иссиня-чёрных волос.

## Биография
Родился в 1346 году в Вертю (совр. департамент Марна), был выходцем или из небогатых дворян, или из городского сословия. В юности учился искусству поэзии у известного трувера Гийома де Машо, возможно, своего дальнего родственника, служившего каноником в Реймсе и преподававшего в тамошней епископальной школе.
По изучении права и «семи свободных искусств» в Орлеанском университете, занимал разные должности при дворе. В частности, служил Карлу V Мудрому хранителем вод и лесов, а затем оруженосцем у дофина Карла. В 1360 году присутствовал при подписании мирного договора с англичанами в Бретиньи близ Шартра. С 1367 года занимал должность королевского гонца, или шевошера (фр. chevaucheur), позволившую ему побывать во многих городах Европы. С 1375 года упоминается в документах в качестве бальи графства Валуа.
Сопровождал нового короля Карла VI в его кампании во Фландрии, за что назначен был в 1381 году мэром Фима, а в 1388 году получил должность бальи в Санлисе. Пользовался также покровительством принца Людовика Орлеанского, у которого служил дворецким и советником, и которому адресовал некоторые из своих сочинений. Побывал в Англии, Венгрии, Богемии, Сирии, Палестине, был в плену у сарацин в Египте.
По неустановленной причине лишившись назначенного ему Карлом VI пенсиона и поддержки герцога Людовика, умер в забвении и нужде. Поэзия его, тем не менее, пользовалась известностью, и одно из поэтических посланий Кристины Пизанской адресовано «Эсташу Морелю».

## Семья
Вступил в брак в 1373 году, имел двоих сыновей и дочь. После того как супруга его в 1376 году умерла при родах, больше не женился.

## Сочинения
Поэтическое наследие Дешана насчитывает, в общей сложности, около 1 500 листов, содержащих примерно 82 000 стихов, в том числе 1032 баллады, 170 рондо, 142 шант рояль, 14 лэ и 84 виреле. Одна лишь объёмистая рукопись из Национальной библиотеки Франции (MS fr. 840), переписанная спустя всего несколько лет после смерти поэта, содержит около 1500 различных его стихотворений и три прозаических сочинения. Из последних наиболее интересно «Искусство слагать и сочинять песни, баллады, виреле и рондо» (фр. L’Art de dictier et de fere chancons, ballades, virelais et rondeaulx, 1392) — первый французский трактат по поэтике, в котором после введения о семи свободных искусствах следует обстоятельный стиховедческий анализ всех популярных в то время твёрдых и строфических форм поэзии.
Стихи Дешана, испытавшие на себе заметное влияние творчества его учителя де Машо, обнаруживают сатирический талант, тонкую наблюдательность и знание жизни. В своих многочисленных балладах Дешан затрагивает самые разнообразные темы: о суетности жизни, о притеснениях властителей, об осуждении стыдящихся учения дворян, о чрезмерных налогах, о модных ругательствах и т. п. Многие его баллады посвящены событиям политической жизни и содержат интересные исторические сведения, в том числе о Столетней войне, в которой он принимал участие, исполняя обязанности королевского бальи. Обличая нравственное падение королевской власти в поэме «Фальшивый Лев» (фр. Fiction du Lyon), он выводит в ней Карла VI в образе властителя зверей Льва, Карла Злого Наваррского изображает хитрым лисом Ренаром, а короля Англии Ричарда II — хищным леопардом.
Развивая в своей поэзии зародившийся в XIV столетии светский культ «Девяти достойных», язычников Гектора, Александра и Цезаря, иудеев Иисуса Навина, Давида и Маккавея, и христиан Артура, Карла Великого и Готфрида Бульонского, Дешан впервые прибавил к их именам имя прославленного бретонского рыцаря Бертрана Дюгеклена, увязав почитание полководцев прошлого с современным ему воинским культом. После чего его покровитель герцог Людовик Орлеанский выставил в замке Куси статую доблестного коннетабля как десятого из эпических героев. В то же время, одним из первых в западноевропейской литературе Дешан отважился открыто высмеивать рыцарское сословие, выставляя свойственные ему пороки вроде алчности, жестокости и тщеславия в качестве «семи смертных грехов». Упомянув распространившийся в его времена воинский обычай рыцарей спешиваться перед сражением, подобно англичанам, он с издёвкой замечает, что в реальности это должно было препятствовать их возможному бегству с поля боя.
Подобно римскому поэту Сенеке, Дешан подвергает острой критике знакомую ему не понаслышке придворную жизнь, всячески отмечая её убожество и порочность в сравнении с идеализированным им уединённым существованием сельского труженика. Воздавая хвалу природной простоте и трудовой жизни, и воспевая легендарных «Робена и Марион», он, в то же время, искренне сетует, что даже при дворе уже танцуют под звуки волынки, «сего орудья скотьих мужиков» (фр. cet instrument des hommes bestiaulx). Подражая тогдашним ревнителям благочестия, он осуждает распространившийся в народе культ святых, усматривая в нём рецидивы древнего язычества, а расплодившихся в его смутные времена нищих и попрошаек призывает не только взашей гнать с папертей, но и вовсе вешать и сжигать.
Дешан являлся ярым врагом англичан, спаливших в 1380 году его родной дом в Шампани, и одна из его баллад[уточнить], предвещавшая гибель Англии, пользовалась известностью ещё в XVI веке. В то же время, другую свою балладу (№ 285) он адресовал уважаемому им Джеффри Чосеру, отправив ему копию её рукописи.
Стихотворения, написанные им в последние годы жизни, наполнены жалобами на судьбу, на людскую неблагодарность, на нужду, к которой присоединился ещё и домашний ад вследствие неудачного брака. Против дам вообще и его собственной жены, в частности, направлено его крупнейшее по объёму произведение «Зерцало брака» (фр. Le Miroir de mariage) — неоконченная аллегорическая поэма октосиллабическим стихом, состоящая из 12 004 строк, в которой он, вслед за Жаном де Мёном, бичует непостоянную женскую природу. В качестве главного действующего лица в ней выступает «Вольное Хотение» (фр. Franc Vouloir), которое склоняют к женитьбе «Безумие» (фр. Folie) и «Желание» (фр. Desir), а отговаривает «Кладезь Премудрости» (фр. Repertoire de science). Красочно описывая страдания влюблённых, он, в соответствии с символикой куртуазной любви, одевает их в одежды разного цвета, где зелёный символизирует влюблённость, синий — верность, алый — страсть, а чёрный — скорбное безумие.
Одним из первых во французской поэзии открыто выражая свои патриотические чувства, в главе 95-й «Зерцала брака» Дешан восторженно описывает приход ко власти короля Карла V, с которым были связаны его надежды на освобождение Франции от англичан. В противоположность этому, он решительно осуждает двор невестки последнего Изабеллы Баварской, которую считает предательницей национальных интересов страны. Существует гипотеза, что поэма послужила одним из источников для «Кентерберийских рассказов» Чосера.
В «Любовном лэ» Дешана встреча в сочетании со сновидением (по формуле «Романа о Розе») обрамляет мифологическое видение, включающее басню об Андрогине, жалобы Любви на пороки мира, различные исторические аллюзии и завершающееся пробуждением.
Перу Дешана приписывается также несколько фарсов, в частности, «Трюбер» (фр. Trubert), описывающий, как ловкий клиент одноимённого адвоката возвращает себе гонорар, обыгрывая его в кости, и, вероятно, предназначавшийся для сценического исполнения.
Некоторые баллады Дешана послужили образцами для французских поэтов последующих эпох, в частности, для лучших стихотворений Франсуа Вийона.

## Издания
- Oeuvres complètes de Eustache Deschamps, ed. Gaston Raynaud и Auguste Queux de Saint-Hilaire; 11 vls. Paris: Firmin-Didot, 1878—1903; публикация парижского Общества французских старинных текстов[фр.]; New York: Johnson Reprint, 1966 (репринт).
  - t. I (1878). Préface. Table des matière contenues dans le manuscrit. Balades de moralitez.
  - t. II (1880). Balades de moralitez. Lays.
  - t. III (1882). Chançons royaulx. Balades amoureuses.
  - t. IV (1884). Rondeauix et virelays. Balades (1).
  - t. V (1887). Balades (2).
  - t. VI (1889). Balades (3).
  - t. VII (1891). Balades (4). Pièces diverses. Chartres et commissions. [Art de dictier]
  - t. VIII (1893). Lettres. Balades. Pièces diverses.
  - t. IX (1894). Le miroir de mariage.
  - t. X (1901). Pièces attribuables à Eustache Deschamps. Vocabulaire. Index des noms géographiques. Index des noms propres et des matières. Additions et corrections.
  - t. XI (1903). Introduction. Vie de Deschamps. Les manuscrits et les anciens imprimés. Formes des pièces. Sujets des pièces. Pièces additionnelles. Additions et corrections.
- L’art de dictier. Ed. and transl., with introd., by Deborah M. Sinnreich-Levi. East Lansing (Mich.): Colleagues press, 1994. VIII, 151 с.
- L’art de dictier: manuscrit Paris, BnF, fr. 840, édition établie par Jean-François Kosta-Théfaine. Clermont-Ferrand: Éd. Paleo, 2010. 70 с.
- Oc, oïl, si: les langues de la poésie entre grammaire et musique. Traductions et commentaires sous la direction de Michèle Gally. [Paris]: Fayard, 2010, 376 с. (антология старофранцузских, итальянских и латинских текстов о грамматике и музыке, включает комментированное издание «L’art de dictier» Дешана).